# Francisco Mujika Garmendia
Francisco Mujika Garmendia, conegut pel nom de guerra «Pakito», (Ordizia, 19 de novembre de 1953) és un terrorista basc, exmilitant històric de l'organització armada basca ETA i integrant de la seva direcció entre 1987 i 1992.

## Trajectòria
Va néixer a Ordizia, localitat de Guipúscoa, el 19 de novembre de 1953. Va ingressar a ETA durant l'adolescència, ocupant-se inicialment de tasques no militars, com ara comptabilitat o contactes externs. Va tenir alguna participació en els preparatius de l'anomenada Operació ogre, que el 1973 va causar la mort de l'almirall Luis Carrero Blanco, president del govern la mort del qual va influir decisivament en l'ocàs del règim franquista.
Després de l'atemptat es va refugiar per primera vegada en el País Basc del Nord, d'on va tornar uns mesos més tard per a fer-se càrrec de l'estructura de l'organització a la localitat de Arrasate (Guipúscoa). La policia espanyola el va implicar en diversos atemptats, concretament en l'assassinat d'un guàrdia civil i en el metrallament d'uns altres dos. En aquest mateix any de 1974 Francisco Mujika va ingressar en el comitè executiu d'ETA Político-Militar (ETApm), una escissió d'ETA, i un any més tard en els anomenats escamots bereziak, encarregats de les accions militars de major importància.
Se l'acusa de la desaparició (i previsible assassinat) del dirigent d'ETApm Eduardo Moreno Bergaretxe, àlies Pertur, conegut per les seves posicions crítiques i que va ser vist per última vegada al País Basc del Nord el 23 de juliol de 1976 en companyia de Pakito i d'un altre membre de l'organització, Miguel Ángel Apalategi, Apala. En aquells moments ETApm estava negociant amb el govern espanyol d'Adolfo Suárez l'abandonament de la lluita armada i la reinserció dels seus militants, amb l'oposició general dels bereziak, partidaris de la integració en ETA Militar (ETAm), l'altra branca de l'organització dividida, que donaria lloc a l'actual ETA. Tant Pakito i Apala com els dirigents d'ETAm han negat sempre la seva implicació en la desaparició de Pertur, que atribuïxen a un episodi de terrorisme orquestrat pel govern espanyol.
El 1977, consumada la desaparició d'ETApm, s'integra en ETAm, participant, dintre del comando Zaharra, en el segrest i assassinat de l'industrial Javier Ybarra. Aquest mateix any Pakito va obtenir l'estatus de refugiat polític a França, amb residència legal a Hendaia, que va perdre el 1983, moment a partir del qual va haver de romandre al País Basc del Nord clandestinament. El 1984 les autoritats franceses l'inclouen en una ordre d'expulsió emesa el 9 de gener.
Entra a formar part de la direcció d'ETA el 1985, després de la detenció d'Eugenio Etxebeste, Antxon (procedent també dels bereziak d'ETApm). La deportació i posterior mort accidental a Algèria de l'històric Txomin Iturbe Abasolo (1986-1987) deixa al capdavant de l'organització una troica que rebé el nom d'Artapalo, de la qual Pakito n'és membre, encarregat de l'aparell militar. Durant molt de temps la policia espanyola va pensar que Artapalo era solament Francisco Mujika, raó per la qual apareix citat amb aquest sobrenom en molts documents. Artapalo aconsegueix el control absolut de l'organització després de la detenció, en els dos anys següents, d'un altre parell de dirigents històrics, Santiago Arrospide Sarasola, Santi Potros i José Antonio Urrutikoetxea Bengoetxea, Josu Ternera.
De l'època d'Artapalo són l'atemptat amb bomba en els aparcaments de l'hipermercat Hipercor de Barcelona, l'intent d'alliberament de cinc militants d'ETA de la presó de Sevilla-2 per mitjà d'un fals helicòpter de la Creu Roja (frustrat per la policia espanyola el 2 de gener de 1990), l'organització del comando itinerant format per bascos del nord, desarticulat a l'abril del mateix any i l'Atemptat de Vic de 1991
Entretant, a França s'havien anat dictant diverses ordres de crida i cerca contra ell per diversos delictes. El gener de 1990 es dicta una nova ordre després del descobriment d'un zulo amb 200 quilos d'explosius a la localitat d'Anglet. A Espanya és buscat pel jutge de l'Audiència Nacional Baltasar Garzón, com a inductor de tres atemptats comesos pel comando itinerant i com a presumpte destinatari del rescat pagat per la família de l'industrial Emiliano Revilla, segrestat per l'organització. L'abril de 1990 fracassa una nova operació de les autoritats franceses, que intenten la seva detenció.
La detenció es produïx finalment el 29 de març de 1992 a Bidart, en una operació conjunta de la policia francesa i la guàrdia civil espanyola en la qual també són capturats els altres dos membres del col·lectiu Artapalo, José Luis Alvarez Santacristina, Txelis, responsable de l'aparell polític de l'organització, i José María Arregi Erostarbe, Fitipaldi, responsable de l'aparell logístic. Un any després s'inicia en el Tribunal Correccional de París el judici contra ell i altres membres del comando itinerant, que és suspès diverses vegades. El 19 de juny de 1997 és condemnat al costat de Txelis i Fitipaldi a deu anys de presó per "associació de malfactors amb fins terroristes i tinença il·lícita d'armes". Entretant, les autoritats espanyoles van presentar una vintena de sol·licituds d'extradició.
L'extradició a Espanya es va produir finalment el 8 de febrer de 2003, després d'una reunió entre el president espanyol, José María Aznar i el president francès Jacques Chirac, en la qual segons algunes fonts es va decidir l'intercanvi de detinguts d'ETA per concessions espanyoles a empreses franceses. Pakito va ingressar a la Presó de Soto del Real.
L'agost de 2004 Pakito i uns altres cinc etarres presos van enviar una carta a la direcció d'ETA en la qual sol·licitaven el final de la lluita armada per considerar-la impossible de mantenir en les actuals circumstàncies i contraproduent per als objectius de l'organització, i advocaven per vies pacífiques basades en la participació institucional i la mobilització social. La carta va ser filtrada al navarrès Diario de Noticias el novembre del mateix any, i la resposta d'ETA es va produir el juliol de 2005, expulsant de l'organització els signants de la carta.